# Nianhua
I  Nianhua (年画T, 年画S, niánhuàP) o dipinti di capodanno -letteralmente "anno nuovo"- è un popolare Banhua in Cina. È una forma di stampa xilografica colorata cinese, per la decorazione durante la festa del capodanno cinese, poi usata per rappresentare gli eventi attuali.

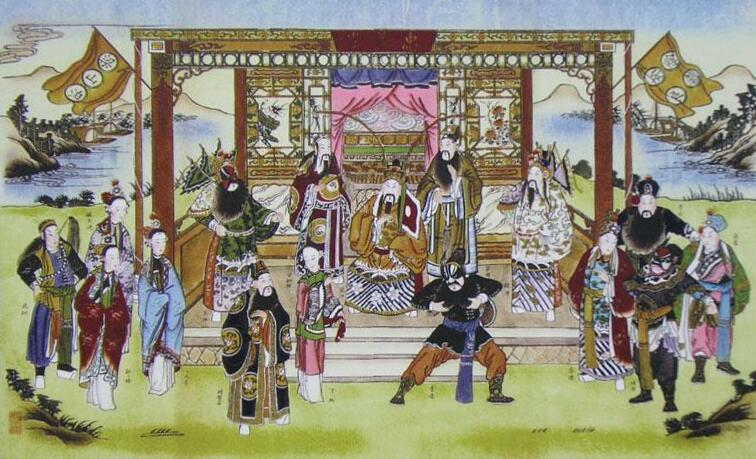
un nianhua della Dinastia Qing

## Scenario
La sua forma originale era l'immagine di un dio della porta modellato durante la dinastia Tang. Più tardi, sono stati inclusi più soggetti, come le fiere, il Dio della cucina, le donne e i bambini. Abitualmente, quando arriva ogni nuovo anno cinese, ogni famiglia sostituisce la sua foto di Capodanno per "salutare il passato e dare il benvenuto al futuro", in cinese: 辞旧迎新 (Cí jiù yíngxīn).
Nel XIX secolo i Nianhua furono prodotti in serie e mostrati a coloro che non potevano leggere. Hanno spesso raffigurato il punto di vista cinese degli eventi.

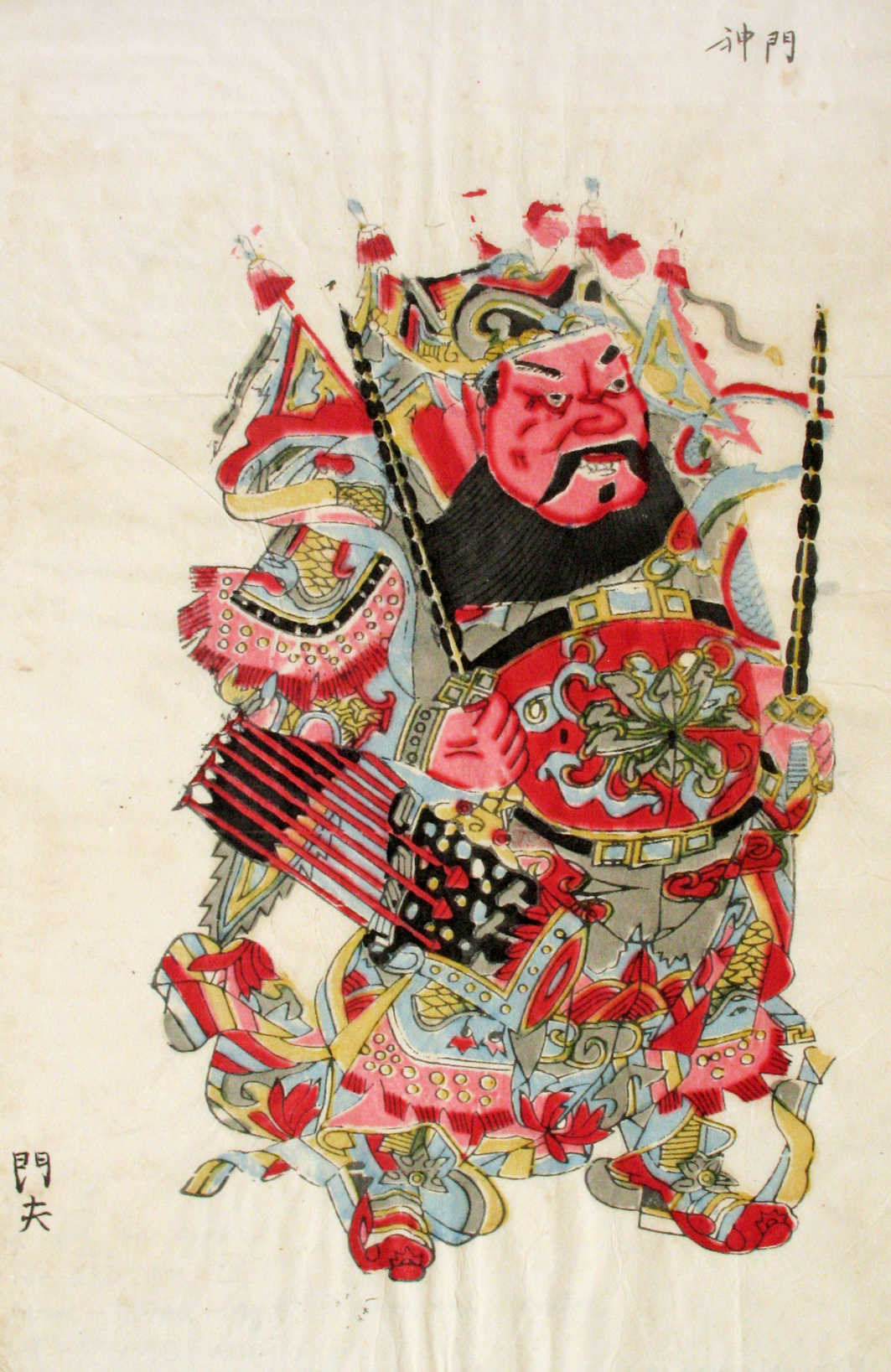
Nianhua del 1907

A volte le scene venivano usate per creare sentimenti patriottici. Molti Nianhua furono prodotti durante la Ribellione dei Boxer che raffigurava le forze musulmane coraggiose del Kansu del generale Dong Fuxiang, mostrandole vittoriose sull'Alleanza delle otto nazioni delle potenze occidentali e del Giappone

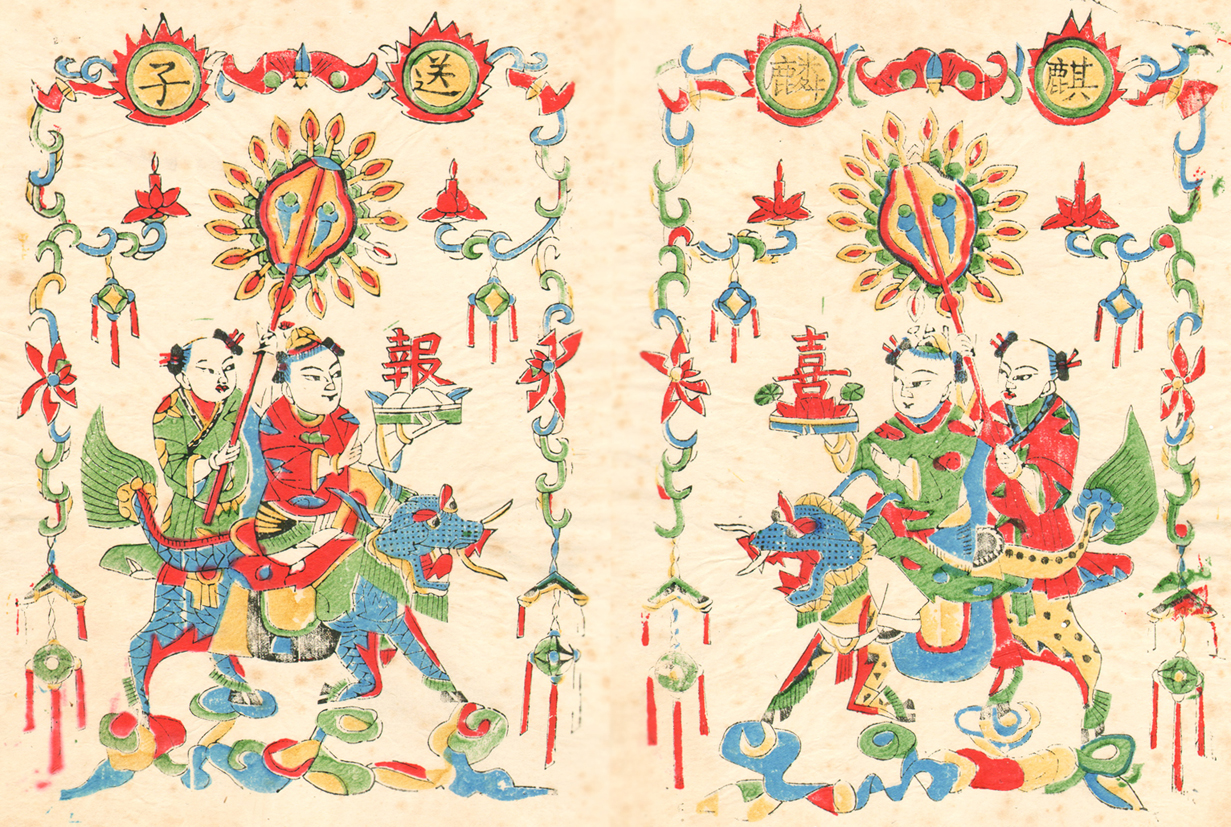
Nianhua dei primi del novecento

I luoghi di produzione più famosi per i nanhua sono Sichuan, Tianjin, Shandong, e Suzhou. Tra i migliori quattro, Yangliuqing,  di Tianjin era considerato il più grande. I dipinti di Yanliuqing furono prodotti per la prima volta tra il 1573 e il 1620.

## Metodo di produzione
Metodo di produzione: disegni a mano, stampa di legno, intrappolamento di filigrane, disegno a metà e mezza pittura, litografia, stampa offset e così via.
Di solito, le immagini cromatiche di Capodanno della xilografia hanno quattro passaggi:
In primo luogo, l'artista disegna uno schizzo approssimativo sulla carta
In secondo luogo, intagliando il disegno grezzo sulla tavola di legno e stampando qualche campione
In terzo luogo, aggiungere del colore sul campione e incidere un meme a colori per ciascuna parte di colore sul campione. (Di solito non più di 5 colori)
Finalmente, quando la preparazione è completa. La stampante dipinge il colore sulla tavola colorata prima di inciderla, quindi metti la carta sul pannello di legno e usa il pennello per spazzolare la carta. 
Quindi il blocco di legno cromatico è completo.